# Guglielmo Oberdan
(Guglielmo Oberdan durante l'interrogatorio degli austro-ungarici.)
Guglielmo Oberdan (/ɡuʎˈʎɛlmo ˈɔberdan/; Trieste, 1º febbraio 1858 – Trieste, 20 dicembre 1882) è stato un patriota irredentista italiano.
È considerato il primo martire dell'irredentismo.

## Biografia
Guglielmo Oberdan viene battezzato Dionisio Guglielmo Carlo. Il suo primo nome era quello del nonno. Guglielmo, il nome che poi decise di usare, era quello datogli in onore del suo padrino, Guglielmo Rossi, mercante triestino. Era figlio illegittimo della domestica Josepha Maria Oberdank (slovena di origine austriaca), nata a Gorizia da una famiglia originaria di Sambasso (oggi Šempas in Slovenia, allora parte della Contea Principesca di Gorizia e Gradisca), e di Valentino Falcier, fornaio di Noventa di Piave, che si era poi arruolato nell'Imperial regio esercito austro-ungarico. La forma originale del cognome della madre di Oberdan era Oberdank (scritto anche Oberdanch). Guglielmo poi italianizzò il suo stesso cognome in Oberdan. Lo storico irredentista Francesco Salata aggiunge che "nessuna ombra sulle origini e la nazionalità può venire dal suono esotico del cognome. È fenomeno frequente nei territori di confine". Non fu riconosciuto dal padre naturale e venne registrato all'anagrafe come Wilhelm Oberdank (Òberdan – o Oberdàn – è come detto un'italianizzazione che adottò successivamente). A quattro anni dalla sua nascita la madre si risposò con Francesco (Franz) Ferencich (Sloveno), capofacchino del porto di Trieste, dal quale ebbe altri quattro figli. Il patrigno instaurò con il giovane Oberdan dei buoni rapporti e tentò di legittimarlo iscrivendolo con il proprio cognome al censimento del 1865 e alle scuole elementari.

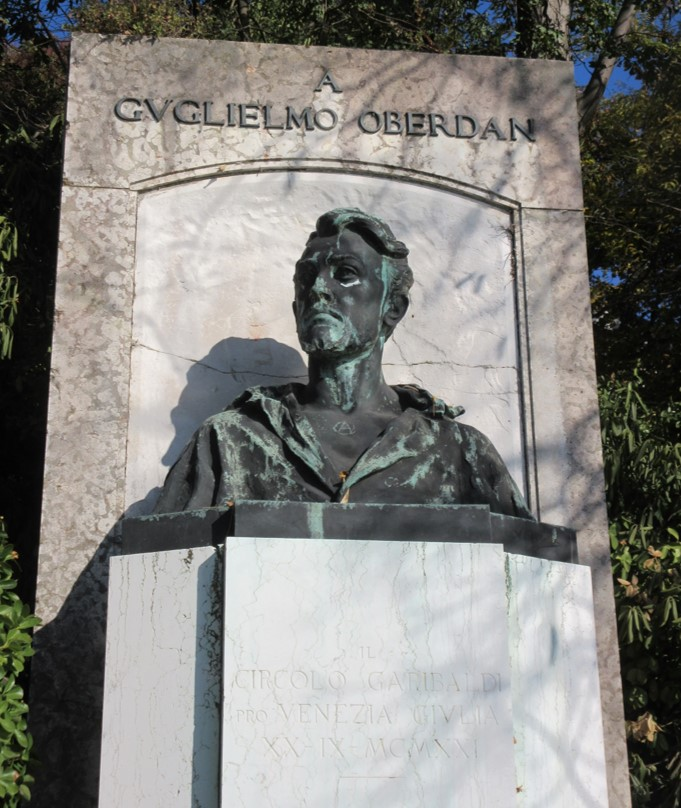
Monumento a Oberdan, Venezia, Giardini Napoleonici

Nonostante le umili condizioni della famiglia, Oberdan riuscì a continuare gli studi presso la civica scuola reale superiore di Trieste. Il suo comportamento gli costò la bocciatura già in prima classe, ma in seguito studiò con maggiore diligenza e nel 1877 conseguì ottimamente la maturità tecnica. In questi anni iniziò a leggere molto e fu influenzato specialmente da Giuseppe Mazzini e Francesco Domenico Guerrazzi. Nel frattempo, pur giovanissimo e di modeste origini, prese a frequentare vari salotti letterari e politici di Trieste ed entrò in contatto con personalità quali Adolfo Liebman, Vitale Laudi, Gregorio Draghicchio, Riccardo Zampieri e Domenico Giovanni Battista Delfino.
Nel 1877, grazie a una borsa di studio elargita dal comune di Trieste, poté iscriversi al Politecnico di Vienna; trovò alloggio a poco prezzo nella casa di una vedova presso Luisengasse su Wieden. Ben presto divenne una figura di guida tra gli studenti italiani e, durante una festa organizzata da alcuni studenti polacchi, dichiarò la Polonia "quale sorella dell'Italia nella sfortuna". Nel marzo dell'anno seguente, però, avendo l'Austria proclamato la mobilitazione per occupare militarmente la Bosnia ed Erzegovina come deciso nel Congresso di Berlino, ricevette la chiamata alle armi e dovette interrompere gli studi. Fu assegnato al 22º reggimento di fanteria "Freiherr von Weber".
Contrario all'occupazione dei territori bosniaci sancita dal Congresso di Berlino, decise di disertare. Venne aiutato nella fuga dall'irredentista socialista Carlo Ucekar e la notte tra il 16 e il 17 luglio 1878 abbandonò Vienna per trasferirsi a Roma, dove frequentò i movimenti degli ex garibaldini e quelli irredentisti; poté anche iscriversi all'università per completare gli studi in ingegneria. L'ultimo anno fu però costretto a interromperli poiché, a causa di alcune sue opinioni, il sussidio assegnatogli dallo Stato italiano gli venne revocato. Da lì in poi dovette iniziare a darsi da fare per vivere, disegnando per alcuni studi d'ingegneria e traducendo dal tedesco all'italiano per alcuni giornali. Nella sua piccola stanza a Trastevere aveva appesi due ritratti: quello di Gesù e quello di Giuseppe Garibaldi. Mentre leggeva opere del filosofo inglese John Stuart Mill, s'impegnava sempre più all'interno dei movimenti attivisti.

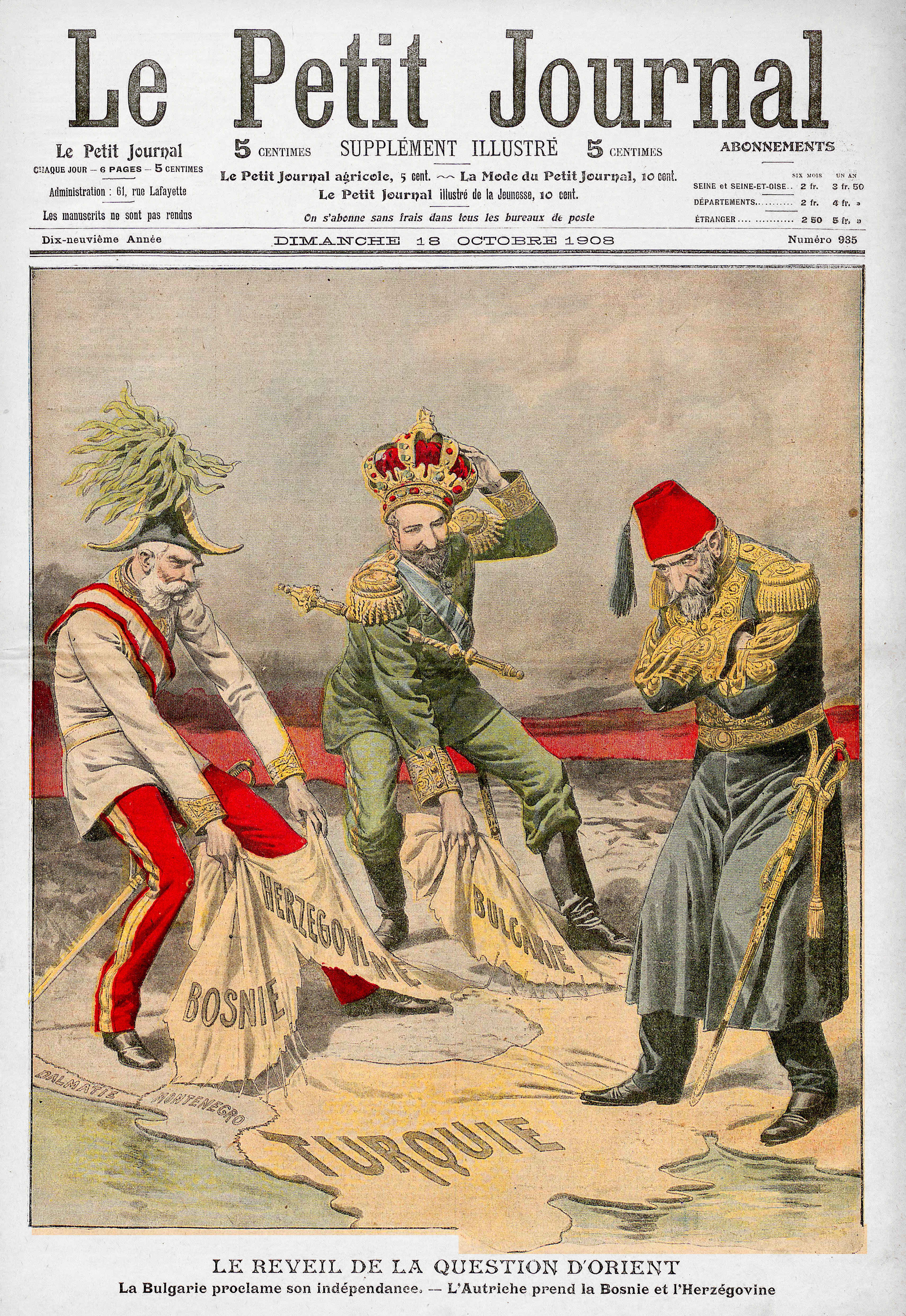
Illustrazione del giornale francese Le Petit Journal sull'occupazione della Bosnia: nella figura si vede l'Austria-Ungheria, nella persona di Francesco Giuseppe, annettere la Bosnia e l'Erzegovina

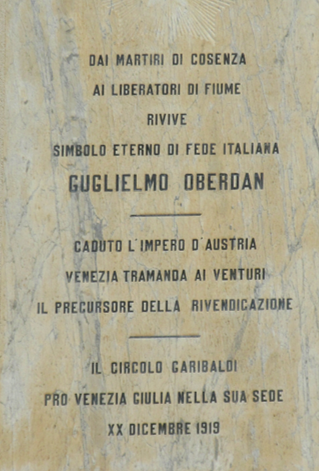
Lapinde in ricordo di Oberdan, Venezia, Campo de la Bragora

Nel luglio 1879 Oberdan ricevette a Roma un bacio sulla fronte dall'uomo che più ammirava, Giuseppe Garibaldi. Alla morte di Garibaldi, avvenuta nel 1882, Oberdan marciò dietro al carro funebre con la bandiera di Trieste al collo per dimostrare il suo lutto. Nel luglio 1882 Oberdan incontrò Matteo Renato Imbriani, leader del movimento irredentista e cofondatore dell'associazione "Italia irredenta". Qui Oberdan prese la decisione che Trieste potesse essere separata dal dominio austriaco-ungarico solo grazie al suo stesso martirio. Lo scoraggiamento degli esuli che avevano riposto in Garibaldi le loro speranze spinse Oberdan a organizzare un attentato, assieme ad altri irredentisti (tra cui l'istriano Donato Ragosa, con cui si era sempre mantenuto in contatto), contro l'imperatore Francesco Giuseppe in visita a Trieste in occasione dei 500 anni di dedizione della città all'Austria, la "fidelissima", titolo assegnatole dalla monarchia asburgica per essersi astenuta dalle rivoluzioni del 1848.
Oberdan cercò di trasportare da Roma a Trieste due bombe all'Orsini; giunse nella località di Ronchi di Monfalcone (oggi "dei Legionari") assieme al suo complice Ragosa, ma venne arrestato, dopo aver sparato malamente a un gendarme trentino, in seguito alla segnalazione di un messo comunale che notò il suo ingresso clandestino in territorio austriaco nei pressi di Versa.
Durante il primo interrogatorio si dichiarò come Rossi ma, in seguito, davanti al giudice distrettuale Dandini, confessò il suo intento di voler attraversare il confine per recarsi con le due bombe a Trieste. Non essendo lui contento dell'arresto, in quanto voleva essere immolato, si autoaccusò. Il 20 ottobre 1882, davanti all'imperial-regio tribunale della guarnigione di Trieste, Oberdan venne condannato a morte per impiccagione dalla giustizia austriaca per alto tradimento, diserzione in tempo di pace, resistenza violenta all'arresto e cospirazione, avendo confessato le intenzioni di attentare alla vita dell'imperatore Francesco Giuseppe.
Vi furono appelli alla grazia da tutto il mondo intellettuale dell'epoca, tra cui lo scrittore francese Victor Hugo e anche la madre del giovane chiese clemenza.
Nonostante ciò, il 4 novembre la condanna venne confermata e all'alba del 20 dicembre venne impiccato nel cortile interno della caserma grande di Trieste.

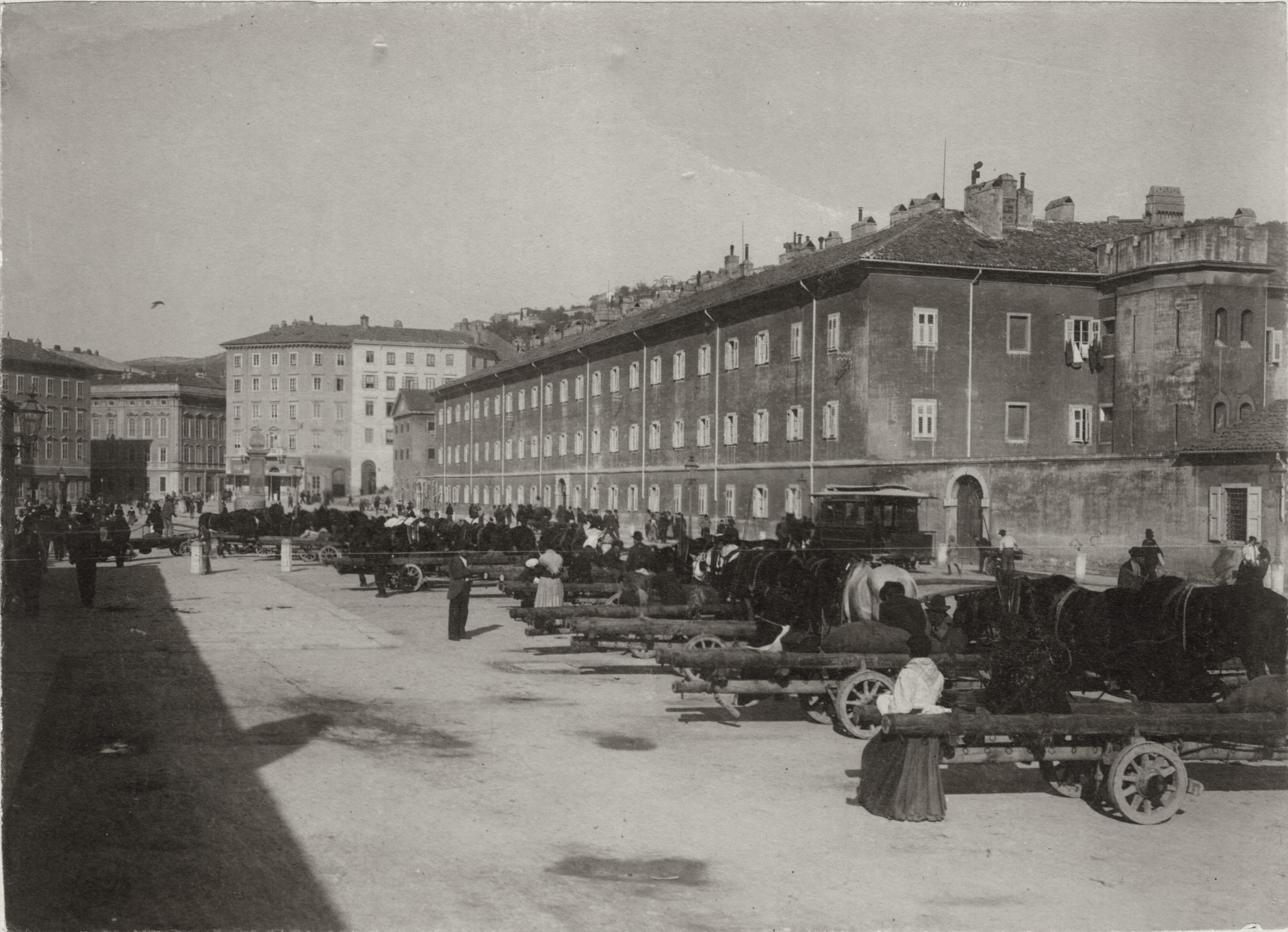
La caserma dove avvenne l'esecuzione, in quella che sarebbe poi divenuta piazza Oberdan

Mentre il boia viennese Heinrich Willenbacher gli metteva il cappio al collo, secondo un rapporto ufficiale Oberdan esclamò: "Viva l'Italia, viva Trieste libera, fuori lo straniero!" Immediatamente dopo la sua morte Oberdan fu elevato al rango di martire. In conseguenza di ciò aumentarono le adesioni al movimento irredentista e la lotta contro la supremazia austriaca raggiunse il suo picco. Giosuè Carducci scrisse un aspro articolo intitolato semplicemente XXI decembre, nel giornale Don Chisciotte di Bologna il 22 dicembre 1882, contro l'imperatore austriaco, definendolo «imperatore degl'impiccati» e concludendo: «Riprendemmo Roma al Papa, riprenderemo Trieste all'Imperatore». Dopo la sua morte sorsero in Italia e in Austria quarantanove Associazioni Oberdan, le quali diffusero l'ideale irredentista: queste formazioni ebbero scarso appoggio nel Regno, soprattutto dal governo di Francesco Crispi che guardava più alle imprese coloniali che a quelle irredentiste.
La prima commemorazione pubblica di Oberdan avvenne il 20 dicembre 1918 nel cortile della caserma che sarà ribattezzata Caserma Oberdan; quando questa verrà demolita si conserveranno la cella e l'anticella dove fu rinchiuso, che verranno successivamente incorporate nei portici della Casa del Combattente, opera dell'architetto triestino Umberto Nordio e attuale sede del Museo del Risorgimento.
Guglielmo Oberdan fece parte della Massoneria.
Durante la prima guerra mondiale, la propaganda nazionalista italiana fece tesoro della storia di Oberdan al fine di risvegliare il consenso nazionale nella popolazione italiana.
Oberdan verrà sepolto nel cimitero di Sant'Anna a Trieste, ma non è più possibile identificare i suoi resti poiché sono andati perduti.

## Cultura di massa

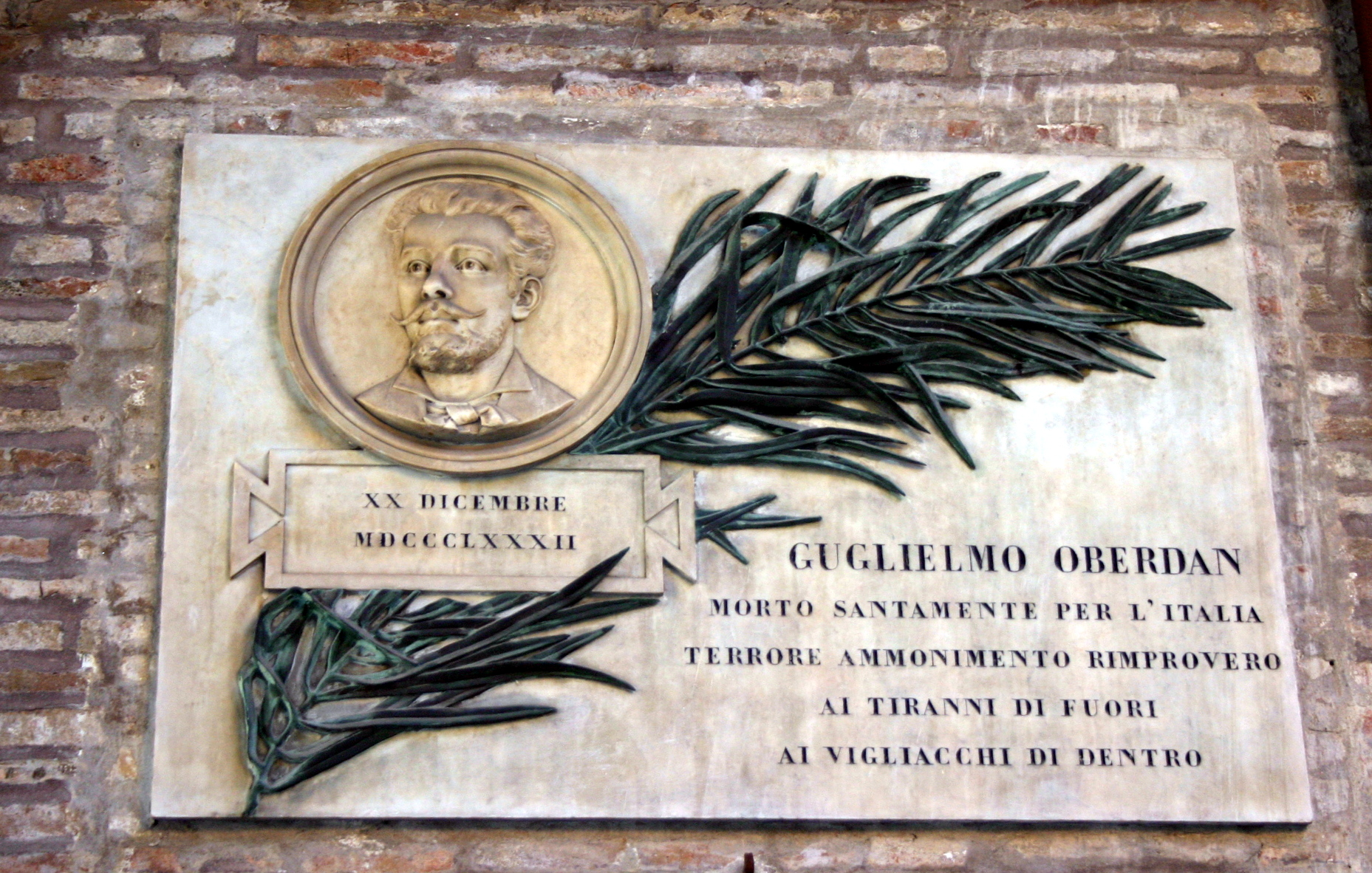
Lapide a Bologna

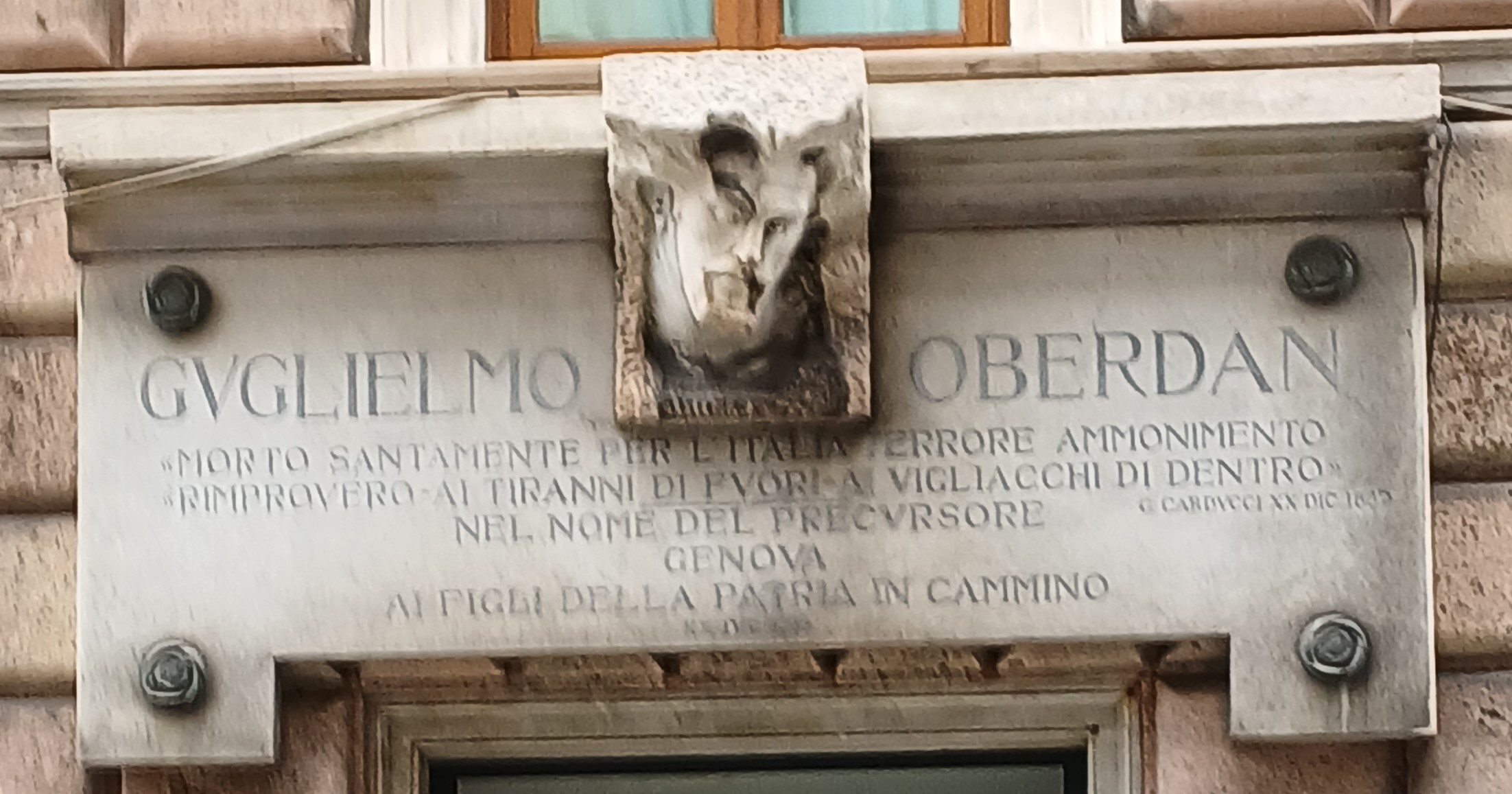
Lapide in via Roma a Genova

Viene considerato un martire dell'irredentismo. A Trieste gli è stato dedicato un mausoleo, che affianca il palazzo del Consiglio regionale del Friuli-Venezia Giulia, sorto nello stesso posto dove all'epoca dei fatti si trovava la caserma in cui fu impiccato. Sempre a Trieste gli è stato dedicato un liceo scientifico. Numerose piazze, vie e istituti scolastici sono stati a lui dedicati in moltissime città italiane dal primo dopoguerra fino ai giorni nostri. A Firenze, dal 1919, la piazza che era in precedenza dedicata a Giordano Bruno fu dedicata a Guglielmo Oberdan.
Oberdan è ricordato anche in un canto, diventato molto popolare, come La canzone del Piave, insieme a Nazario Sauro e Cesare Battisti, oltre che nell'Inno a Oberdan, canzone non solo irredentista ma cantata anche dagli anarchici e dai socialisti e ripresa da Milva nel 1965. Giosuè Carducci, per commemorare il martire Oberdan, pubblicò su Il Resto del Carlino il 22 giugno 1886 un'epigrafe in suo onore, la quale fu successivamente incisa su una lapide in diverse città, tra le quali Bologna e Genova:
La quinta galleria della strada delle 52 gallerie del Monte Pasubio, scavate in occasione dei combattimenti della prima guerra mondiale, porta il suo nome. Lo scrittore sloveno Boris Pahor scrisse un racconto dal titolo Piazza Oberdan, in cui inserì gli eventi della vita di Oberdan. Lo scrittore italiano Enzo Bettiza descrisse Oberdan nel suo racconto Il fantasma di Trieste, sotto il nome fittizio di Stefano Nardenk (Narden).
Un adattamento cinematografico della vita di Oberdan fu prodotto nel 1915 dalla Tiber films di Roma. Vi recitava Alberto Collo nella parte di Oberdan e fu diretto da Emilio Ghione, che interpretò anche la parte del governatore di Trieste. Fu uno dei molti film patriottici e irredentisti prodotti in Italia durante la prima guerra mondiale. Emilio Ghione incontrò Gabriele D'Annunzio, anch'esso irredentista, a una proiezione riservata del film a Roma e gli intertitoli di Ghione furono lodati da D'Annunzio.

## Inno a Oberdan[24]
Inno molto popolare, fu composto a Trieste dopo la morte del patriota. Avrà una diffusione al di là della città giuliana e temporalmente oltre la prima guerra mondiale. Per il tenore antimonarchico e i riferimenti a Felice Orsini verrà utilizzato anche dal movimento repubblicano.
Morte a Franz, viva Oberdan!

Morte a Franz, viva Oberdan!
Le bombe, le bombe all'Orsini,

il pugnale, il pugnale alla mano;

a morte l'austriaco sovrano,

noi vogliamo la libertà.
Morte a Franz, viva Oberdan!

Morte a Franz, viva Oberdan!
Vogliamo formare una lapide

di pietra garibaldina;

a morte l'austriaca gallina,

noi vogliamo la libertà.
Morte a Franz, viva Oberdan!

Morte a Franz, viva Oberdan!
Voliamo a spezzar sotto i piedi

l'austriaca odiata catena;

a morte gli Asburgo-Lorena,

noi vogliamo la libertà.
Morte a Franz, viva Oberdan!

Morte a Franz, viva Oberdan!

Morte a Franz, viva Oberdan!